# Ji Wallace
Ji Wallace (ur. 23 czerwca 1977 w Lismore) – australijski gimnastyk sportowy, medalista olimpijski.
W 1996 roku na XIX Mistrzostwach Świata w Skokach na Trampolinie zdobył indywidualnie złoty medal w konkurencji double mini-trampolina, a także srebrny medal drużynowo w tej samej konkurencji. W 1997 roku, w Lahti zdobył brązowy medal na World Games w skokach synchronicznych na trampolinie. Podczas startu na Igrzyskach Olimpijskich w Sydney w 2000 roku zdobył srebrny medal w konkurencji skoki na trampolinie.
Po starcie na igrzyskach, w 2005 roku ujawnił swoją homoseksualną orientację, a także dołączył do grona ambasadorów Gay Games.